# 대한민국 상법 제329조의2
대한민국 상법 제329조의2는 주식의 분할에 대한 상법 회사법의 조문이다.

## 조문
제329조의2 (주식의 분할)①회사는 제434조의 규정에 의한 주주총회의 결의로 주식을 분할할 수 있다.
② 제1항의 경우에 분할 후의 액면주식 1주의 금액은 제329조제3항에 따른 금액 미만으로 하지 못한다.
③제440조부터 제443조까지의 규정은 제1항의 규정에 의한 주식분할의 경우에 이를 준용한다.

第329條의2 (株式의 分割) ① 會社는 第434條의 規定에 의한 株主總會의 決議로 株式을 分割할 수 있다.

② 제1항의 경우에 분할 후의 액면주식 1주의 금액은 제329조제3항에 따른 금액 미만으로 하지 못한다.

③第440條 내지 第444條의 規定은 第1項의 規定에 의한 株式分割의 경우에 이를 準用한다.

## 참고 문헌
- 이기수, 최병규, 회사법 상법강의 2, 박영사, 2015. ISBN 9791130327822